# 瓦雷斯
瓦雷斯（法語：Varetz，法語發音：[vaʁɛs] 或 [vaʁɛts]）是法国科雷兹省的一个市镇，位于该省西部偏南，属于布里夫拉盖亚尔德区。

## 地理
瓦雷斯（45°11'38"N, 1°27'2"E）面积20.38 平方千米，位于法国新阿基坦大区科雷兹省，该省份为法国中南部省份，北起上维埃纳省和克勒兹省，西接多爾多涅省，南至洛特省，东临多姆山省和康塔爾省。
与瓦雷斯接壤的市镇（或旧市镇、城区）包括：阿拉萨克、芒萨克、圣庞塔莱翁-德拉尔什、圣维扬斯、于萨克、伊桑东。
瓦雷斯的时区为UTC+01:00、UTC+02:00（夏令时）。

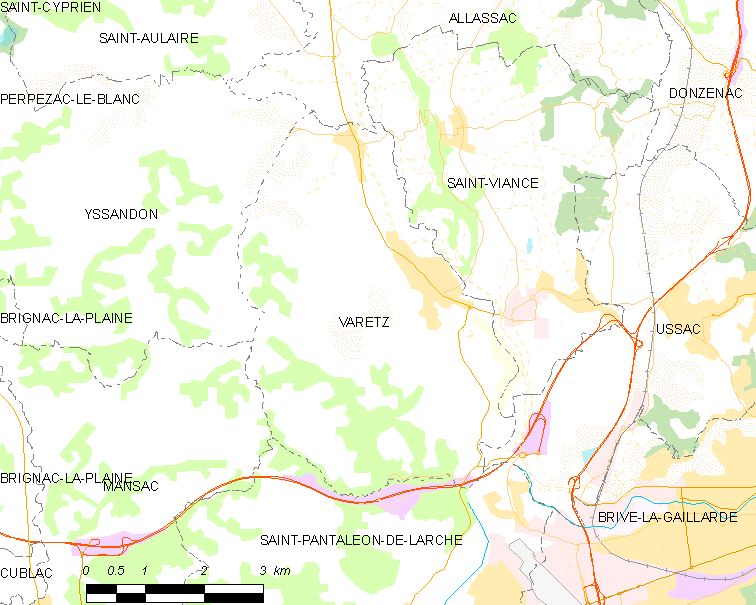
瓦雷斯的OSM定位图

## 行政
瓦雷斯的邮政编码为19240，INSEE市镇编码为19278。

## 政治
瓦雷斯所属的省级选区为马勒莫尔县。

## 人口

1962-2008年间瓦雷斯人口变化图示

瓦雷斯于2022年1月1日时的人口数量为2436人。